# 1 Brygada Lotnictwa Taktycznego
1 Brygada Lotnictwa Taktycznego  (1 BLT) – związek taktyczny lotnictwa Wojska Polskiego.

## Geneza i zmiany organizacyjne
Zarządzeniem ministra obrony narodowej z 24 listopada 1997 roku i na mocy rozkazu szefa Sztabu Generalnego Wojska Polskiego z 6 marca 1998 roku, na bazie rozformowanej 3 Dywizji Lotnictwa Myśliwsko-Bombowego w Świdwinie powstała 1 Brygada Lotnictwa Taktycznego.
9 sierpnia 1999 r. rozformowano 8 i 40 Pułk Lotnictwa Myśliwsko-Bombowego. Na ich bazie sformowano w Mirosławcu 8 Eskadrę Lotnictwa Taktycznego, a w Świdwinie 39 elt i 40 elt. Do 31 grudnia 2000 roku brygada przyjęła w podporządkowanie kolejne eskadry powstałe na bazie rozwiązanych: 1, 9 i 41 Pułku Lotnictwa Myśliwskiego. 3 stycznia 2000 roku dowódcy podległych jednostek złożyli pisemne meldunki dowódcy brygady o pełnej zdolności bojowej i gotowości do działań eskadr i baz lotniczych
W 2006 roku brygadzie podporządkowano bazy lotnicze ze Świdwina, Mirosławca, Malborka i Mińska Mazowieckiego oraz 14 Batalion Usuwania Zniszczeń Lotniskowych.
W 2009 r. brygada zmieniła nazwę na 1 Skrzydło Lotnictwa Taktycznego

## Struktura organizacyjna
W 1998 roku:
- 8 Pułk Lotnictwa Myśliwsko-Bombowego
- 40 Pułk Lotnictwa Myśliwsko-Bombowego

W 1999 roku:
- 8 Eskadra Lotnictwa Taktycznego
- 39 Eskadra Lotnictwa Taktycznego
- 40 Eskadra Lotnictwa Taktycznego

W 2001 roku:
- 1 Eskadra Lotnictwa Taktycznego z Mińska Mazowieckiego
- 8 Eskadra Lotnictwa Taktycznego
- 9 Eskadra Lotnictwa Taktycznego z Zegrza Pomorskiego (rozwiązana w 2002 r.)
- 39 Eskadra Lotnictwa Taktycznego (rozwiązana z dniem 31.12.2003 r.)
- 40 Eskadra Lotnictwa Taktycznego
- 41 Eskadra Lotnictwa Taktycznego z Malborka

W 2008 roku:
- 1 Eskadra Lotnictwa Taktycznego z Mińska Mazowieckiego
- 7 Eskadra Lotnictwa Taktycznego
- 8 Eskadra Lotnictwa Taktycznego
- 40 Eskadra Lotnictwa Taktycznego
- 41 Eskadra Lotnictwa Taktycznego z Malborka
- 12 Baza Lotnicza
- 21 Baza Lotnicza
- 22 Baza Lotnicza
- 23 Baza Lotnicza
- 14 Batalion Usuwania Zniszczeń Lotniskowych

## Przeformowania
3 Dywizja Lotnictwa Myśliwskiego (LWP) (rozformowana) ↙ 11 Dywizja Lotnictwa Myśliwskiego (1951–1963) → 3 Brandenburska Dywizja Lotnictwa Myśliwskiego (1963–1971) → 3 Brandenburska Dywizja Szturmowa (1971–1982) → 3 Brandenburska Dywizja Lotnictwa Myśliwsko-Bombowego (1982–1998) → 1 Brygada Lotnictwa Taktycznego (1998–2009) → 1 Skrzydło Lotnictwa Taktycznego

## Dowódcy brygady
- płk dypl. pil. Paweł Jazienicki
- gen. bryg. pil. Ryszard Hać
- gen. bryg. pil. Sławomir Dygnatowski
- gen. dyw. pil. Andrzej Andrzejewski
- płk dypl. pil. Eugeniusz Gardas